# Афонассола
Афонассола (мар. Опанассола) — деревня в Советском районе Республики Марий Эл. Входит в состав Вятского сельского поселения.

## География
Находится в центральной части республики Марий Эл на расстоянии приблизительно 1 км по прямой на северо-восток от районного центра посёлка Советский.

## История
Упоминается с 1887 года как поселение с 17 дворами и 99 жителями. Образовалась как починок при деревне Калтаксола. В 1898 году в 20 дворах проживали 166 марийцев и 7 русских. В 1940 году здесь было 30 дворов. В советское время работали колхозы «Йошкар пеледыш», «Рассвет», позднее в ЗАО АФ «Вятская».

## Население
Население составляло 76 человек (99 % мари) в 2002 году, 64 в 2010.